# セイント・ジャコブ・ホール
セイント・ジャコブ・ホール（St. Jakobshalle）は、スイス・バーゼルにある多目的体育施設である。

## 概要
本ホールは、1970年に着工し、1976年に竣工した。主に国際スポーツ大会やミュージシャンのコンサートなどで使用されている。特に1995年からは男子プロテニスATPツアー・500シリーズの年度最終盤の重要な大会でおなじみ「スイス・インドア」の会場として有名である。
また2009年4月14日にはアメリカ合衆国の歌手であるボブ・ディランのライブコンサートが開催された。
2009年にはスイスのプロテニス選手・ロジャー・フェデラーを讃えて、セイント・ジャコブ・ホールに『ロジャー・フェデラー・アリーナ』の愛称を命名した。

## 開催されたイベント

### スポーツ
- テニス - スイス・インドア（1995年 - 現在）
- ハンドボール - 1986年世界男子ハンドボール選手権、2006年欧州男子ハンドボール選手権（英語版）
- バドミントン - スイス・オープン、2019年世界バドミントン選手権大会
- アイスホッケー - 1998年アイスホッケー世界選手権（英語版）
- 馬術 - CSIバーゼル（ドイツ語版）
- ボクシング - 世界ボクシング協会（WBA）世界ヘビー級選手権試合【ニコライ・ワルーエフ（ ロシア）  vs ジャミール・マックライン（英語版）（ アメリカ合衆国）】
- カーリング - 2012年世界男子カーリング選手権大会（英語版）、2016年世界男子カーリング選手権大会

### ライブ
- ボブ・ディラン（2009年4月14日）